# Hitbodedut
Hitbodedut  (hebräisch הִתְבּוֹדְדוּת hitbōdedūt, deutsch ‚Abgeschiedenheit‘  ‚Einsamkeit‘  ‚Alleinsein‘) bezeichnet die Praxis der jüdischen Meditation in einer Selbstabgeschiedenheit und Zurückgezogenheit. Die Hitbodedut ist eine Form der persönlichen, ungestörten Kommunikation mit JHWH, die vor allem im jüdischen Mystizismus und in der Chassidischen Bewegung eine zentrale Rolle spielt.

## Hintergründe
Es wird vermutet, dass die Praxis der Hitbodedut an die Kabbalisten von Akko im 13. Jahrhundert, die Kabbalisten von Safed im 16. Jahrhundert und schließlich an spätere Kabbalisten des 18. Jahrhunderts wie Mosche Chaim Luzzatto, sowie die chassidischen Meister wie Rabbi Nachman von Breslow weitergegeben wurde. Wobei die explizite Ausarbeitung der Praxis umfassend erst in den späteren kabbalistischen Schriften, insbesondere in den Werken des lurianischen Kabbalismus, behandelt. Das ‚Konzept der Hitbodedut‘, der spirituelle Rückzugs in die Einsamkeit zum Zwecke der Kontemplation oder persönlicher Vervollkommnung, entstammte der lurianischen Kabbala. Es wird vermutet, dass er möglicherweise aus der spirituellen Praxis des Isaak Luria selbst hervorging.
Der Begriff wurde von Rebbe Nachman von Breslow populär und bezeichnet eine unstrukturierte, spontane und individualisierte Form des Gebets und der Meditation, durch die man eine enge, persönliche Beziehung zu Gott aufbaute und schließlich die Göttlichkeit erkennte, die allen Wesen innewohnt. Die Vorstellung der „Hitbodedut“, als Abgeschiedenheit und Einsamkeit erhielt in einigen kabbalistischen Texten ab dem 13. Jahrhundert die Sonderbedeutung von ‚konzentriertem Nachsinnen in einem kontemplativen Prozess‘.
Nach Ansicht einiger Gelehrter sollte „Hitbodedut“ innerhalb der Richtung der ekstatischen Kabbala als „konzentriertes Denken als Teil einer klar definierten mystischen Technik“ verstanden werden. Dies wird in den Lehren von Kabbalisten wie Abraham Abulafia, Isaak ben Samuel, Moses Cordovero, Eleazar b. R. Mosche Azikri, Eliyahu De Vidas und Chaim Vital deutlich und legt auch nahe, dass diese Praxis spätere chassidische Mystiker beeinflusst haben könnte.

## Hitbodedut in der Tradition des Rabbi Nachman
Spätere Forschungen konzentrierten sich auf Hitbodedut, wie es in der Breslow-Tradition praktiziert wurde, und grenzten es von der Hitbodedut früherer Mystiker ab, die diese oft als ‚geistige Konzentration‘ bezeichneten. In der „Breslow-Hitbodedut“ wird sie entweder in ihrer wörtlichen Bedeutung, eine körperliche Abgeschiedenheit verstanden oder als offenes Gespräch mit Gott. In einigen Fällen, so betonte Rabbi Nachman, dass Abgeschiedenheit und offene Gespräche mit Gott starke mystische Erfahrungen hervorrufen sollen, was als ideale Krönung der „Breslow-Hitbodedut“ angesehen wird.
Neuere Forschungen stellen frühere Gelehrte und die Unterscheidung zwischen Hitbodedut in der ekstatischen Kabbala, Breslow-Hitbodedut und anderen Hitbodedut-Lehren in Frage. Stattdessen wird angenommen, dass der früheste Hitbodedut-Leitfaden von Abraham, Sohn des Moses Maimonides, dem Führer der Pietisten in Ägypten, verfasst wurde.
Der Autor, Tomer Persico, schlug vor, den Hitbodedut als „eine meditative Praxis mit drei Hauptelementen zu verstehen – Rückzug von physischen Reizen, Ausrichtung des Bewusstseins auf das Göttliche und Anwendung fokussierter Konzentration, um an Gott festzuhalten und potenziell göttliche Inspiration zu erlangen.“

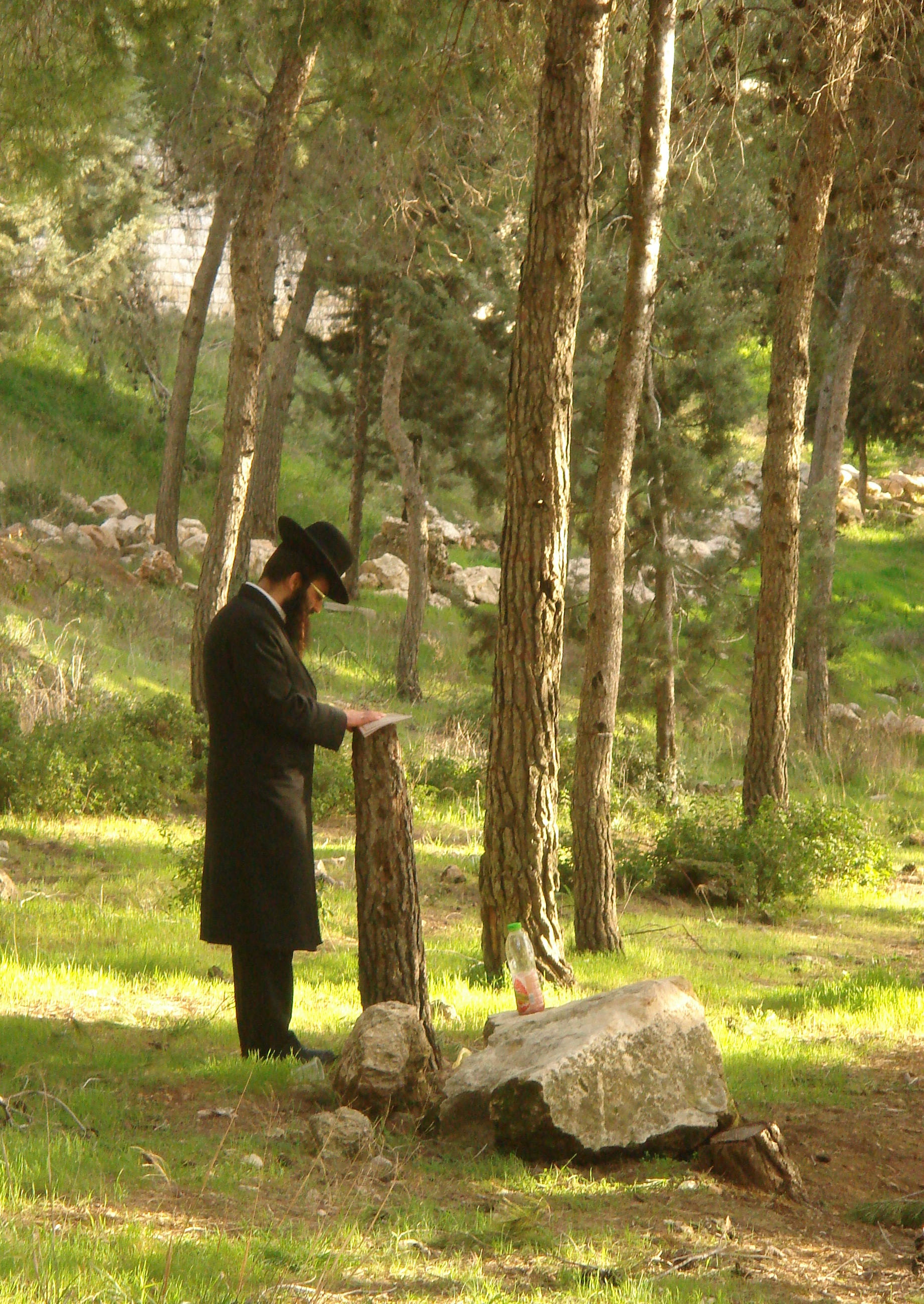
Ein Breslower Chassid betet zurückgezogen im Wald von Jerusalem zu JHWH